# Thuso Phala
Thuso Phala (* 27. Mai 1986 in Soweto) ist ein ehemaliger südafrikanischer Fußballspieler.

## Karriere
Phala spielte in seiner Jugend bei den Vereinen Bidvest Wits und Silver Stars FC (fusioniert zu Platinum Stars). Seine Profikarriere führte ihn zu den Vereinen Silver Stars (2006–2007), Kaizer Chiefs (2007–2009), Mamelodi Sundowns (2009–2010), Platinum Stars (2010–2013). Im Jahr 2013 wechselte Thuso Phala zu SuperSport United, wo er bis 2019 unter Vertrag stand. 2019 schloss er sich den Black Leopards an, dort spielte er bis 2021 und beendete anschließend seine aktive Profikarriere.

Nationalmannschaft
Sein Debüt für die Nationalmannschaft Südafrikas gab er 2012. 2013 und 2015 nahm er an der Fußball-Afrikameisterschaft teil.